# Виргинские острова
Вирги́нские острова́ (англ. Virgin Islands) — архипелаг в составе группы северных Подветренных островов (не путать с южными Подветренными островами). Образует границу между Карибским морем и Атлантическим океаном. Состоит из трёх частей: Британские Виргинские острова, Американские Виргинские острова и Испанские Виргинские острова. Отделяются от Наветренных островов проливом Анегада.

## История

Атлас Ригобера Бонна Карта Виргинских островов 1780

Колумб, открывший Виргинские острова, назвал их Santa Úrsula y las Once Mil Vírgines (кратко Las Vírgines) в честь Святой Урсулы и 11 000 девственниц. Острова населяли племена карибов и араваков. Испанский король и немецкий император Карл V захватил (1555) острова, и карибы были уничтожены.
Вместо них на острова завозили африканских рабов на плантации сахарного тростника и индиго. В настоящее время сахарных плантаций не существует, но потомки рабов остались здесь и составляют большинство населения островов, относящееся к вест-индской культуре, как и англоязычное население других островов Карибского моря.
Пуэрто-Рико и Виргинские острова, принадлежавшие Испанской короне, были переданы Соединенным Штатам в 1898 году. Соединенные Штаты завладели островами после подписания договора, положившего конец военным действиям в Испано-американской войне.
Договор 1916 года между Соединенными Штатами и Данией (не был ратифицирован Соединенными Штатами до 1917 года) привел к тому, что Дания продала Датские Виргинские острова Соединенным Штатам за 25 миллионов долларов в золоте.

## География

Политическая карта Виргинских островов
Американские Виргинские острова
Британские Виргинские острова
Испанские Виргинские острова (относятся к Пуэрто-Рико)

К востоку от Пуэрто-Рико и западнее американской части находятся Испанские Виргинские острова, геологически также относящиеся к Виргинским островам, включающие два населённых острова (Вьекес и Кулебра) и множество мелких островков. Административно Испанские Виргинские острова относятся к Пуэрто-Рико.
Основные Виргинские острова:
| № | Остров        | Площадь, км² | Население, чел. (2010) | Администрация                       |
| - | ------------- | ------------ | ---------------------- | ----------------------------------- |
| 1 | Санта-Крус    | 214          | 50 601                 | Виргинские Острова (США)            |
| 2 | Вьекес        | 135          | 9301                   | Пуэрто-Рико                         |
| 3 | Сент-Томас    | 80,91        | 51 634                 | Виргинские Острова (США)            |
| 4 | Тортола       | 55,7         | 23 908                 | Виргинские Острова (Великобритания) |
| 5 | Сент-Джон     | 51           | 4170                   | Виргинские Острова (США)            |
| 6 | Анегада       | 38           | 200                    | Виргинские Острова (Великобритания) |
| 7 | Кулебра       | 30,1         | 1818                   | Пуэрто-Рико                         |
| 8 | Верджин-Горда | 21           | 3000                   | Виргинские Острова (Великобритания) |
| 9 | Йост-ван-Дейк | 8            | 297                    | Виргинские Острова (Великобритания) |

## Экономика
Основным бизнесом на Виргинских островах является туризм. Денежная единица в трёх частях — доллар США.
Как в британской, так и в американской части Виргинских островов действует левостороннее движение.